# Joe Worrall
Joseph Adrian Worrall (Nottinghamshire, Inglaterra, 10 de enero de 1997) es un futbolista británico que juega como defensa en el Burnley F. C. de la Premier League.

## Trayectoria
Firmó con el Nottingham Forest F. C. en octubre de 2011, rechazando el interés de otros equipos locales, el Derby County F. C. y el Leicester City F. C. Se unió al Dagenham & Redbridge F. C. de la EFL Two el 8 de enero de 2016 en un acuerdo de préstamo de un mes. Debutó como profesional al día siguiente en una eliminatoria de tercera ronda de la FA Cup contra el Everton F. C., que el Dagenham & Redbridge perdió por 2-0, y marcó su primer gol como profesional el 23 de enero en el empate 2-2 a domicilio con el Newport County A. F. C. Debutó con el primer equipo del Forest el 29 de octubre de 2016 en el campo del Reading F. C. y, a pesar de perder el partido por 2-0, su actuación fue elogiada como "fuerte" y "decisiva" por el Nottingham Post. Reveló que se había sentido frustrado por la calidad de la defensa del Forest esa temporada y llamó al director Philippe Montanier para pedirle una oportunidad en el primer equipo. Montanier se limitó a responder: "De acuerdo, juegas contra el Reading el sábado".
El 19 de noviembre fue titular junto a Damien Perquis y Matt Mills en una defensa de tres hombres cuando el Forest consiguió su primera victoria fuera de casa y su primera portería a cero de la temporada en el campo del Ipswich Town F. C.. Su actuación hizo que fuera incluido en el Equipo de la Semana de la Liga de Fútbol y que se le comparara con el antiguo defensa del Forest y de la selección inglesa Michael Dawson. También recibió los elogios del entrenador Philippe Montanier, que describió al central como "fuerte y alto, pero también muy inteligente, tácticamente". Los clubes de la Premier League se fijaron en su rendimiento, y se dice que el Everton y el Stoke City F. C. siguieron al central. El 27 de febrero de 2017 firmó un contrato de tres años y medio para prolongar su estancia en el Nottingham Forest hasta 2020. Ese mismo año, tras su éxito con Inglaterra en el Torneo Esperanzas de Toulon, firmó una nueva prórroga hasta 2022.
El 31 de agosto de 2018 se incorporó al Rangers F. C. de la Scottish Premiership en calidad de cedido hasta el final de la temporada 2018-19. No deseaba salir cedido y rechazó un fichaje por el Ipswich Town, pero el entrenador del Forest Aitor Karanka insistió en que necesitaba más experiencia.
Tras su cesión en el Rangers, se convirtió en una pieza clave en el equipo del Nottingham Forest a las órdenes del nuevo entrenador Sabri Lamouchi, siendo el defensa titular en todos los partidos de liga de la temporada 2019-20. Firmó una prórroga de contrato de cuatro años en febrero de 2020.

## Selección nacional
El 19 de mayo de 2017 fue convocado a la selección representativa de Inglaterra para el Torneo Esperanzas de Toulon de 2017 como sustituto de Ezri Konsa, que había sido promovido a la selección sub-20 para la Copa Mundial Sub-20 de la FIFA 2017. Nombrado capitán del equipo, jugó cuatro veces y levantó el trofeo cuando Inglaterra defendió su título en los penaltis tras empatar 1-1 con Costa de Marfil en la final. Fue nombrado segundo mejor jugador del torneo tras su compañero de equipo David Brooks, que ganó el premio.
Tras su verano con Inglaterra, recibió su primera convocatoria con la selección sub-21 el 24 de agosto de 2017 para sus próximos partidos de clasificación contra sus homólogos de Países Bajos y Letonia. Sin embargo, se quedó fuera de la convocatoria contra Países Bajos y fue un sustituto no utilizado en la derrota de su equipo por 3-0 ante Letonia el 5 de septiembre.

## Vida personal
Su agente es Phil Sproson.

## Estadísticas

### Clubes
Actualizado al último partido disputado el 21 de septiembre de 2024.
| Club                                  | Div.          | Temporada     | Liga  | Liga  | Copas nacionales | Copas nacionales | Copas internacionales | Copas internacionales | Total | Total |
| Club                                  | Div.          | Temporada     | Part. | Goles | Part.            | Goles            | Part.                 | Goles                 | Part. | Goles |
| ------------------------------------- | ------------- | ------------- | ----- | ----- | ---------------- | ---------------- | --------------------- | --------------------- | ----- | ----- |
| Dagenham & Redbridge F. C. Inglaterra | 4.ª           | 2015-16       | 14    | 1     | 1                | 0                | ―                     | ―                     | 15    | 1     |
| Dagenham & Redbridge F. C. Inglaterra | Total club    | Total club    | 14    | 1     | 1                | 0                | 0                     | 0                     | 15    | 1     |
| Nottingham Forest F. C. Inglaterra    | 2.ª           | 2016-17       | 21    | 0     | 0                | 0                | ―                     | ―                     | 21    | 0     |
| Nottingham Forest F. C. Inglaterra    | 2.ª           | 2017-18       | 31    | 1     | 4                | 0                | ―                     | ―                     | 35    | 1     |
| Rangers F. C. Escocia                 | 1.ª           | 2018-19       | 22    | 0     | 6                | 1                | 4                     | 0                     | 32    | 1     |
| Rangers F. C. Escocia                 | Total club    | Total club    | 22    | 0     | 6                | 1                | 4                     | 0                     | 32    | 1     |
| Nottingham Forest F. C. Inglaterra    | 2.ª           | 2019-20       | 46    | 1     | 2                | 0                | ―                     | ―                     | 48    | 1     |
| Nottingham Forest F. C. Inglaterra    | 2.ª           | 2020-21       | 31    | 1     | 2                | 0                | ―                     | ―                     | 33    | 1     |
| Nottingham Forest F. C. Inglaterra    | 2.ª           | 2021-22       | 42    | 0     | 4                | 1                | ―                     | ―                     | 46    | 1     |
| Nottingham Forest F. C. Inglaterra    | 1.ª           | 2022-23       | 30    | 1     | 4                | 0                | ―                     | ―                     | 34    | 1     |
| Nottingham Forest F. C. Inglaterra    | 1.ª           | 2023-24       | 7     | 0     | 2                | 0                | —                     | —                     | 9     | 0     |
| Nottingham Forest F. C. Inglaterra    | Total club    | Total club    | 208   | 4     | 18               | 1                | 0                     | 0                     | 226   | 5     |
| Beşiktaş J. K. Turquía                | 1.ª           | 2023-24       | 6     | 1     | 3                | 0                | —                     | —                     | 9     | 1     |
| Beşiktaş J. K. Turquía                | Total club    | Total club    | 6     | 1     | 3                | 0                | 0                     | 0                     | 9     | 1     |
| Burnley F. C. Inglaterra              | 2.ª           | 2024-25       | 3     | 0     | 1                | 0                | —                     | —                     | 4     | 0     |
| Burnley F. C. Inglaterra              | Total club    | Total club    | 3     | 0     | 1                | 0                | 0                     | 0                     | 4     | 0     |
| Total carrera                         | Total carrera | Total carrera | 253   | 6     | 29               | 2                | 4                     | 0                     | 286   | 8     |

## Palmarés

### Títulos nacionales
| Título          | Club           | País    | Año  |
| --------------- | -------------- | ------- | ---- |
| Copa de Turquía | Beşiktaş J. K. | Turquía | 2024 |